# NGC 228
NGC 228 ist eine Balken-Spiralgalaxie vom Hubble-Typ SBab im Sternbild Andromeda am Nordsternhimmel. Sie ist schätzungsweise 337 Millionen Lichtjahre von der Milchstraße entfernt und hat einen Durchmesser von etwa 120.000 Lichtjahren.
Im selben Himmelsareal befindet sich u. a. die Galaxie NGC 229.
Das Objekt wurde am 10. Oktober 1879 von dem französischen Astronomen Édouard Stephan entdeckt.